# Melibea (filla d'Oceà)
Segons la mitologia grega, Melibea (en grec antic Μελίβοια, Meliboia) va ser una nimfa, filla d'Oceà i de Tetis.
Es casà amb Pelasg amb qui va engendrar Licàon.